# リトルシニア関西連盟出身の主な選手
リトルシニア関西連盟出身の主な選手は、リトルシニア関西連盟を卒業したプロ野球選手および著名人の一覧である。

## 大阪市内ブロック
大阪生野リトルシニア
- 松本晴：樟南高→亜大→ソフトバンク（22⑤）

大阪中央リトルシニア
- 野村和輝：東大阪大柏原高→石川MS→西武（22育①）

大阪鶴見リトルシニア
- 下敷領悠太：上宮高→法大→日本生命→ロッテ（07大社⑤）

大阪平野リトルシニア
- 西川佳明：PL学園高→法大→南海・ダイエー（85①）→阪神

大阪福島リトルシニア
- 野村大樹：早稲田実高→ソフトバンク（18③）
- 増田陸：明秀日立高→巨人（18②）
- 濱将乃介：東海大甲府高→高知FD→福井NE→中日（22⑤）

大阪淀川リトルシニア
- 中村紀洋：渋谷高→近鉄（91④）→ドジャース→オリックス→中日→楽天→横浜DeNA
- 穴田真規：箕面東高→阪神（10育③）→和歌山箕島球友会

住之江リトルシニア
- 安部建輝：近大附高→近大→NTT西日本→横浜DeNA（12⑤）

住吉大和川リトルシニア
- 大引啓次：浪速高→法大→オリックス（06大社③）→日本ハム→ヤクルト

大正リトルシニア
- 阿部翔太：酒田南高→成美大→日本生命→オリックス（20⑥）
- 西川龍馬：敦賀気比高→王子→広島（15⑤）→オリックス
- 山本祐大：京都翔英高→滋賀UB→横浜DeNA（17⑨）

天王寺リトルシニア
- 富山紘之進：会津北嶺高→ロッテ（23育⑤）

東住吉リトルシニア
- 種田仁：上宮高→中日（89⑥）→横浜→西武

東成リトルシニア
- 中山翔太：履正社高→法大→ヤクルト（18②）→火の国→オイシックス新潟

## 北大阪ブロック
茨木リトルシニア
- 鞘師智也：報徳学園高→東海大→広島（02④）

門真リトルシニア
- 今中慎二：大阪桐蔭高→中日（88①）
- 岩田稔：大阪桐蔭高→関大→阪神（05希望枠）

四條畷リトルシニア（旧・寝屋川中央リトルシニア）
- 伊藤大将：八戸学院光星高→ソフトバンク（19育③）

吹田リトルシニア
- 橋爪大佑：東海大仰星高→大商大中退→中日（13育②）
- 金子丈：大院大高→大商大→中日（14⑨）

摂津リトルシニア
- 宮本慎也：PL学園高→同大→プリンスホテル→ヤクルト（94②）

高槻リトルシニア
- 大脇浩二：北照高→ヤクルト（97③）

豊中リトルシニア
- 渡辺政仁：北陽高→巨人（85③）
- 福井努：江の川高→大商大→近鉄（90外）
- 井戸伸年：育英高→徳山大→住友金属鹿島→ホワイトソックス傘下→近鉄（02⑨）→オリックス
- 丸毛謙一：大阪桐蔭高→大経大→巨人（10育⑧）→オリックス
- 張本優大：菊華高→佛教大→ソフトバンク（13育④）

東大阪リトルシニア
- 森岡良介：明徳義塾高→中日（02①）→ヤクルト
- 井上広大：履正社高→阪神（19②）

枚方リトルシニア
- 吉永幸一郎：東海大工高→南海・ダイエー（87⑤）→巨人
- 亀山努：鹿屋中央高→阪神（87外）→近鉄
- 脇坂浩二：近大附高→ダイエー（89外）
- 酒居知史：龍谷大平安高→大体大→大阪ガス→ロッテ（16②）→楽天

守口リトルシニア
- 塩見貴洋：帝京五高→八戸大→楽天（10①）
- 大盛穂：飛龍高→静岡産大→広島（18育①）
- 入山海斗：日高中津分校→東北福祉大→オリックス（22育③）

## 南大阪ブロック
和泉北リトルシニア
- 久保充広：近大附高→近鉄（92⑦）→オリックス
- 白濱裕太：広陵高→広島（03①）

泉佐野リトルシニア
- 中川圭太：PL学園高→東洋大→オリックス（18⑦）

大阪狭山リトルシニア
- 藤江均：上宮太子高→NOMOベースボールクラブ→東邦ガス→横浜（08②）→楽天
- 大滝勇佑：地球環境高→ソフトバンク（12育②）
- 明瀬諒介：鹿児島城西高→日本ハム（23④）

貝塚リトルシニア
- 湯舟敏郎：興国高→奈良産大→本田技研鈴鹿→阪神（90①）→近鉄
- 五十嵐英樹：東海大工高→三菱重工神戸→横浜（92③）
- 川端慎吾：市和歌山商高→ヤクルト（05高③）

- 中後悠平：近大新宮高→近大→ロッテ（11②）→武蔵HB→ダイヤモンドバックス傘下→横浜DeNA
- 上野響平：京都国際高→日本ハム（19③）→オリックス

河南リトルシニア
- 小斉祐輔：PL学園高→東農大オホーツク→ソフトバンク（05育①）→楽天
- 高橋大樹：龍谷大平安高→広島（12①）
- 結城海斗：ロイヤルズ傘下

岸和田リトルシニア
- 清原和博：PL学園高→西武（85①）→巨人→オリックス
- 高宮和也：大体大浪商高→徳山大→ホンダ鈴鹿→横浜（05希望枠）→オリックス→阪神
- 杉原望来：京都国際高→広島（23育③）

高石リトルシニア
- 内匠政博：PL学園高→近大→日本生命→近鉄（92③）
- 水落暢明：平安高中退→信太高→阪神（04⑩）
- 荒張裕司：日本航空二高→愛知学院大中退→徳島IS→日本ハム（09⑥）

富田林リトルシニア
- 田中雅彦：PL学園高→近大→ロッテ（03④）→ヤクルト
- 勧野甲輝：PL学園高→楽天（10⑤）→ソフトバンク→九州三菱自動車

## 京都ブロック
京都木津川リトルシニア
- 真砂勇介：西城陽高→ソフトバンク（12④）→日立製作所
- 萩原哲：日南学園高→創価大→巨人（20⑦）
- 門脇誠：創価高→創価大→巨人（22④）

京都東リトルシニア
- 山越吉洋：平安高→法大→本田技研→阪急・オリックス（86②）
- 大門和彦：東宇治高→横浜大洋（83④）→阪神
- 川中基嗣：東山高→東洋大→日本通運→巨人（97②）
- 吉崎勝：東山高→ミキハウス→日本ハム（99③）

京都八幡リトルシニア
- 林優樹：近江高→西濃運輸→楽天（22⑥）

南京都リトルシニア
- 片岡篤史：PL学園高→同大→日本ハム→（91②）→阪神
- 河端龍：西城陽高→龍谷大→ヤクルト（98⑤）

## 滋賀ブロック
草津リトルシニア
- 奥村展征：日大山形高→巨人（13④）→ヤクルト
- 京山将弥：近江高→横浜DeNA（16④）

## 奈良ブロック
生駒リトルシニア
- ダース・ローマシュ匡：関西高→日本ハム（06高④）
- 今村信貴：太成学院大高→巨人（11②）

橿原磯城リトルシニア
- 鍬原拓也：北陸高→中大→巨人（17①）
- 岡本和真：智弁学園高→巨人（14①）
- 木村光：奈良大付高→佛教大→ソフトバンク（22育③）

北大和リトルシニア（廃部）
- 三浦大輔：高田商高→横浜・横浜DeNA（91⑥）

郡山リトルシニア
- 辻田摂：PL学園高→東洋大中退→デビルレイズ傘下→中日（00⑧）→大和高田クラブ→ミキハウスREDS
- 西岡剛：大阪桐蔭高→ロッテ（02①）→ツインズ→阪神→栃木GB→北九州下関F
- 辻内崇伸：大阪桐蔭高→巨人（05高校生①）
- 吉田利一：大和広陵高→奈良産大→中日（09⑧）

桜井リトルシニア
- 岡田雅利：大阪桐蔭高→大阪ガス→西武（13⑥）

奈良中央シニア
- 松本凌人：神戸国際大付高→名城大→横浜DeNA（23②）

## 和歌山ブロック
有田リトルシニア
- 津田大樹：倉敷高→日本ハム（07高③）

粉河リトルシニア
- 平井諒：帝京五高→ヤクルト（09④）→愛媛MP

和歌山リトルシニア
- 前田忠節：PL学園高→東洋大→近鉄（99③）→楽天→阪神
- 髙塚信幸：智弁和歌山高→近鉄（97⑦）
- 宮本武文：倉敷高→巨人（08②）
- 中山虎大：箕島高→横浜DeNA（17育①）

## 西部ブロック
《兵庫県》
伊丹リトルシニア
- 田中力：育英高→亜大→東芝府中→ロッテ（83②）
- 野間口貴彦：関西創価高→創価大中退→シダックス→巨人（04自由枠）
- 坂本勇人：光星学院高→巨人（06高校生①）
- 金井理人 : ケニア国際高校→西武（10高校生

甲子園リトルシニア
- 尾中博俊：神村学園高→環太平洋大→レンジャース傘下→香川OG
- 石原貴規：創志学園高→天理大→広島（19⑤）

神戸中央リトルシニア
- 黒田哲史：村野工高→西武（92④）→巨人→西武
- 玉野宏昌：神戸弘陵高→西武（96①）→中日
- 飯田龍一郎：育英高→横浜（02⑦）
- 青山誠：育英高→日大→巨人（13育①）→JX-ENEOS
- 辻垣高良：学法福島高→オリックス（20育②）

三田リトルシニア
- 近田怜王：報徳学園高→ソフトバンク（08③）

宝塚リトルシニア
- 今岡真訪：PL学園高→東洋大→阪神（96①）→ロッテ
- 中島宏之：伊丹北高→西武（00⑤）→アスレチックス傘下→オリックス→巨人→中日

姫路西リトルシニア
- 釣寿生：京都国際高→オリックス（21育④）

兵庫播磨リトルシニア
- 七野智秀：PL学園高→横浜（99⑥）→JFE東日本
- 杉本昌都：水戸短大附高→横浜（07育②）→三重TA→富山TB→福井NE→ロキテクノ

- 橋本星哉：興国高→中央学院大→ヤクルト（22育①）

兵庫北播リトルシニア
- 吉田凌：東海大相模高→オリックス（15⑤）→ロッテ

《岡山県》
岡山リトルシニア
- 眞鍋勝巳：関西高→阪神（86⑥）※プロ野球審判員
- サブロー（大村三郎）：PL学園高→ロッテ（94①）→巨人→ロッテ
- 難波侑平：創志学園高→日本ハム（17④）

## 四国ブロック
《香川県》
かがわ中央リトルシニア
- 古市尊：高松南高→徳島IS→西武（21育①）

高松リトルシニア
- 寿賀弘都：英明高→オリックス（23育①）

《徳島県》
徳島藍住リトルシニア
- 武内久士：徳島城東高→法大→広島（09③）

《愛媛県》
えひめリトルシニア
- 筒井和也：松山北高→愛知学院大→阪神（03自由枠）

えひめ西リトルシニア
- 沖原佳典：西条高→亜大→NTT関東・NTT東日本→阪神（00⑥）→楽天
- 澤田圭佑：大阪桐蔭高→立大→オリックス（16⑧）→ロッテ

西条リトルシニア
- 秋山拓巳：西条高→阪神（09④）
- 大本将吾：帝京五高→ソフトバンク（16育①）

松山リトルシニア
- 村上喬一朗：東福岡高→法大→オリックス（22育）

## 中国ブロック
《広島県》
尾道リトルシニア
- 土生翔平：広陵高→早大→広島（11④）
- 江村直也：大阪桐蔭高→ロッテ（10⑤）

呉昭和リトルシニア
- 高野圭佑：呉工高→四国学院大→JR西日本→ロッテ（15⑦）→阪神→中信兄弟→栃木GB→エイジェック

呉中央リトルシニア
- 川本良平：崇徳高→亜大→ヤクルト（04④）→ロッテ→楽天

広島安芸リトルシニア
- 薮田和樹：岡山理大附高→亜大→広島（14②）

広島瀬戸内リトルシニア
- 和田凌太：県広島工高→巨人（10育①）

広島中央リトルシニア
- 西村健太朗：広陵高→巨人（03②）

広島南リトルシニア
- 河野佳：広陵高→大阪ガス→広島（22⑤）

広島鯉城リトルシニア
- 松下建太：明徳義塾高→早大→西武（09⑤）

- 中田翔：大阪桐蔭高→日本ハム（07高校生①）→巨人→中日
- 正隨優弥：大阪桐蔭高→亜大→広島（18⑥）→楽天

三原中央リトルシニア
- 川本大輔：広陵高→巨人（00⑤）

《山口県》
下関リトルシニア
- 嶋村一輝：宇部商高→九州国際大→オリックス（03④）→横浜

高川学園リトルシニア
- 山野太一：高川学園高→東北福祉大→ヤクルト（20②）
- 椋木蓮：高川学園高→東北福祉大→オリックス（21①）

山口東リトルシニア
- 松本龍憲：崇徳高→ソフトバンク（16育⑥）→福島RH